# Koumansetta
Koumansetta  é um género de peixe da família Gobiidae e da ordem Perciformes.

## Espécies
- Koumansetta hectori (Smith, 1957)[2]
- Koumansetta rainfordi (Whitley, 1940)[1][3][4][5][6]